# Kamyk (Olkusz)
Kamyk – część miasta Olkusz w województwie małopolskim, w powiecie olkuskim, w gminie Olkusz.
Rozpościera się wzdłuż ulicy Kamyk na południu miasta.

## Historia
Kamyk to dawna osada. Od 1867 należała do gminy Bolesław w powiecie olkuskim w guberni kieleckiej. W okresie międzywojennym należała do powiatu olkuskiego w woj. kieleckim. 28 kwietnia 1931 wyłączono ją z gminy Bolesław i włączono ją do Olkusza w związku ze znacznym poszerzeniem granic miasta.
Następnie wyłączony z Olkusza i włączony do niego ponownie 1 stycznia 1973.